# Sveta Marija na Krasu (Umag)
Sveta Marija na Krasu (olaszul:  Madonna del Carso) falu Horvátországban, Isztria megyében. Közigazgatásilag Umaghoz tartozik.

## Fekvése
Az Isztria északnyugati részén, Umagtól 5 km-re északkeletre, az Umag – Plovanija út mellett fekszik.

## Története
A 16. és 17. században a Balkánról, főként Dalmáciából érkezett földműves családokkal népesítették be. Plébániatemploma a 16. században épült egy korábbi templom helyén. 1797-ben a napóleoni háborúk következtében megszűnt a Velencei Köztársaság és az Isztriával együtt a település is Habsburg uralom alá került. 1805-ben Napóleon a francia fennhatóság alatt álló Illír provincia részévé tette. Napóleon bukása után 1813-ban az egész Isztriával együtt ismét a Habsburg birodalom részévé vált és maradt 1918-ig. 1880-ban 133, 1910-ben 178 lakosa volt. Az első világháború után a rapallói szerződés értelmében Isztria az Olasz Királysághoz került. 1943-ban az olasz kapitulációt követően német megszállás alá került, mely 1945-ig tartott. A második világháború után a párizsi békeszerződés értelmében Jugoszlávia része lett, de 1954-ig különleges igazgatási területként átmenetileg a Trieszti B zónához tartozott és csak ezután lépett érvénybe a jugoszláv polgári közigazgatás. Plébániáját 1946-ban alapították, addig a kašteli plébániához tartozott. Fejlődése a század második felében indult meg, amikor a környező településekről egyre többen települtek át ide. A település Jugoszlávia felbomlása után 1991-ben a független Horvátország része lett. 2011-ben 336 lakosa volt. Lakói a termékeny talajnak és a kedvező klímának köszönhetően főként mezőgazdasággal foglalkoznak.

## Nevezetességei
- Az Irgalmas Szűzanya tiszteletére szentelt plébániatemploma a 16. században épült a régi templom helyén, 1991-ben megújították. 20 méter magas négy fiatornyos harangtornyát 1930-ban építették, két harang található benne.
- Páduai Szent Antal tiszteletére szentelt temetőkápolnáját 1913-ban építették.
- A falu legnagyobb épülete a Šoša (Sossa) család kétemeletes palotája a 17. században épült.

## Lakosság
| Lakosság változása | Lakosság változása | Lakosság változása | Lakosság változása | Lakosság változása | Lakosság változása | Lakosság változása | Lakosság változása | Lakosság változása | Lakosság változása | Lakosság változása | Lakosság változása | Lakosság változása | Lakosság változása | Lakosság változása | Lakosság változása |
| ------------------ | ------------------ | ------------------ | ------------------ | ------------------ | ------------------ | ------------------ | ------------------ | ------------------ | ------------------ | ------------------ | ------------------ | ------------------ | ------------------ | ------------------ | ------------------ |
| 1857               | 1869               | 1880               | 1890               | 1900               | 1910               | 1921               | 1931               | 1948               | 1953               | 1961               | 1971               | 1981               | 1991               | 2001               | 2011               |
| 0                  | 0                  | 133                | 134                | 172                | 178                | 0                  | 352                | 272                | 195                | 201                | 173                | 151                | 207                | 293                | 336                |